# 2013年4月

## 4月1日
- 全球首次人類感染禽流感病毒「H7N9」，兩死一危情況危重。蘋果日報（页面存档备份，存于）
- 緬甸放鬆實施近50年報禁，允許私人發行報刊。BBC中文網（页面存档备份，存于）

## 4月2日
- 聯合國大會以154票贊成、3票反對、23票棄權通過《武器貿易條約》。United Nations News Centre（页面存档备份，存于）

## 4月3日
- 美國國家航空暨太空總署宣布，裝置於國際太空站的阿爾法磁譜儀已發現暗物質的可能跡象。BBC（页面存档备份，存于）

## 4月9日
- 聯合國南蘇丹任務遇襲，造成維和部隊五名軍職和七名文職人員喪生。世界日報 (北美)

## 4月14日
- 委內瑞拉代總統尼古拉斯·馬杜羅在總統選舉中獲勝。亚太日报

## 4月15日
- 美國波士頓馬拉松終點附近發生兩宗爆炸，造成三死183傷。聯合新聞網
- 伊拉克發生多起炸彈攻擊事件，造成至少50死300傷。事件並延續至16日，造成至少另六人死亡。AFP

## 4月16日
- 位于伊朗和巴基斯坦边境的锡斯坦－俾路支斯坦省，发生震级为里氏7.8级的地震。搜狐（页面存档备份，存于）

## 4月17日
- 美國韋斯特肥料工廠發生爆炸，造成5－15人死亡，超過百人受傷。BBC中文（页面存档备份，存于）CNN（页面存档备份，存于）
- 紐西蘭通過補充法案成為亞太地區第一個同性婚姻合法化的國家。衛報（页面存档备份，存于）

## 4月18日
- 克卜勒太空望遠鏡團隊發現兩個特像地球的太陽系外行星，克卜勒62e與克卜勒62f，繞著恆星克卜勒62公轉。這兩個距地球1200光年的行星，由於位於適居帶，可能適宜生命成長。自然期刊（页面存档备份，存于）

## 4月19日
- 科索沃和塞爾維亞達成一項由歐盟居中斡旋的協議，在兩國關係正常化和加入歐盟上跨進一大步。BBC（页面存档备份，存于）
- 美國波士頓馬拉松爆炸案兩名嫌疑犯之一的塔米爾南．沙尼耶夫 (Tamerlan Tsarnaev) 清晨在追捕過程中遭擊斃，另一嫌疑犯喬卡．沙尼耶夫 (Dzhokhar A. Tsarnaev) 則於晚間遭捕。追捕過程起於18日晚麻省理工學院校園內的的槍擊案，其中一名校警遇襲身亡。聯合新聞網聯合新聞網
- 前巴基斯坦總統佩爾韋茲·穆沙拉夫被控非法拘捕大法官的罪名而遭到巴基斯坦警方逮捕。BBC（页面存档备份，存于）

## 4月20日
- 喬治·納波利塔諾在義大利總統選舉中連任義大利總統。BBC（页面存档备份，存于）
- 中国四川省雅安市芦山县发生了里氏地震规模7.0级的雅安地震。Wikipedia

## 4月21日
- 謝斯基·基比迪和普瑞斯卡·吉普圖分別贏得2013年倫敦馬拉松男子組與女子組冠軍。半島（页面存档备份，存于）
- 奧拉西奧·卡特斯在大選中當選成為巴拉圭總統，而其政黨紅黨也取得國會多數席次。BBC（页面存档备份，存于）
- 軌道科學公司開發的安塔瑞斯火箭搭載天鵝座宇宙飛船樣板順利發射升空。BBC（页面存档备份，存于）

## 4月22日
- 曼徹斯特聯足球俱樂部在2012–13賽季英格蘭超級聯賽中贏得冠軍。Sky Sports（页面存档备份，存于）

## 4月23日
- 中國新疆喀什地區的巴楚縣於當地時間13時30分發生一起重大暴力事件，主因是警民衝突，此次事件共造成警察和社區官員十五人死亡（其中十人是維族）、兩人受傷。疑兇六人被當場擊斃，十九人被捕。執政當局對此事件定調為「恐怖襲擊事件」，但仍有諸多疑點。（页面存档备份，存于）（页面存档备份，存于）（页面存档备份，存于）
- 法國通過法案成為第十四個同性婚姻合法化的國家。BBC（页面存档备份，存于）、ABC（页面存档备份，存于）、路透社（页面存档备份，存于）
- 英國商人詹姆斯·麥科米克因涉嫌向數個國家的軍隊和警察銷售假炸彈探測器而被裁定為詐騙行為。獨立報（页面存档备份，存于）、BBC（页面存档备份，存于）

## 4月24日
- 孟加拉國首都達卡市發生建築倒塌事故，造成至少437人死亡和約2,500人受傷。BBC（页面存档备份，存于）、CNN（页面存档备份，存于）
- 位在敘利亞阿勒頗、於11世紀建造的阿勒頗大清真寺在敘利亞內戰阿勒頗之戰中遭到炮火所毀。BBC（页面存档备份，存于）

## 4月25日
- 由脈衝星與白矮星組成的大質量聯星，以螺旋型運動彼此互相靠近的速率，符合廣義相對論的預測。這是至今為止對於廣義相對論最嚴格的檢驗。自然期刊（页面存档备份，存于）

## 4月26日
- 南蘇丹政府宣布反抗組織南蘇丹解放運動已經決定解除武裝。BBC（页面存档备份，存于）、路透社（页面存档备份，存于）、美國之音

## 4月27日
- 2013年冰島國會選舉結果出爐，由兩個在野的中間偏右政黨獨立黨和進步黨共同成為國會最大黨。自由時報

## 4月28日
- 恩里科·萊塔任命成為2013年義大利國會選舉後首位義大利總理。金融時報（页面存档备份，存于）

## 4月29日
- 國家籃球協會選手傑森·科林斯成為北美職業體育聯賽中第一位公開出櫃的同性戀。ESPN（页面存档备份，存于）、BBC（页面存档备份，存于）、CNN（页面存档备份，存于）
- 遠紅外線空間望遠鏡赫雪爾太空望遠鏡因為液化氦冷卻劑耗盡而停止工作。BBC（页面存档备份，存于）

## 4月30日
- 荷蘭女王貝婭特麗克絲正式退位，長子威廉-亞歷山大登基為荷蘭國王。香港電台（页面存档备份，存于）
- 歐洲聯盟鑒於新煙鹼對西方蜜蜂的巨大潛在危害而同意暫時禁止該類殺蟲劑兩年。BBC（页面存档备份，存于）、獨立報（页面存档备份，存于）
- 被控告索賄的前行政院秘書長林益世，一審被台北地方法院依公務員假借職務恐嚇得利罪、財產來源不明罪，判處有期徒刑7年4個月，但貪瀆罪不成立，同案其他被告無罪。